# إدوارد ك. غايلورد
إدوارد ك. غايلورد (بالإنجليزية: Edward K. Gaylord)‏ هو رئيس تحرير صحيفة أمريكي، ولد في 5 مارس 1873، وتوفي في 30 مايو 1974.